# 아이노 미나코

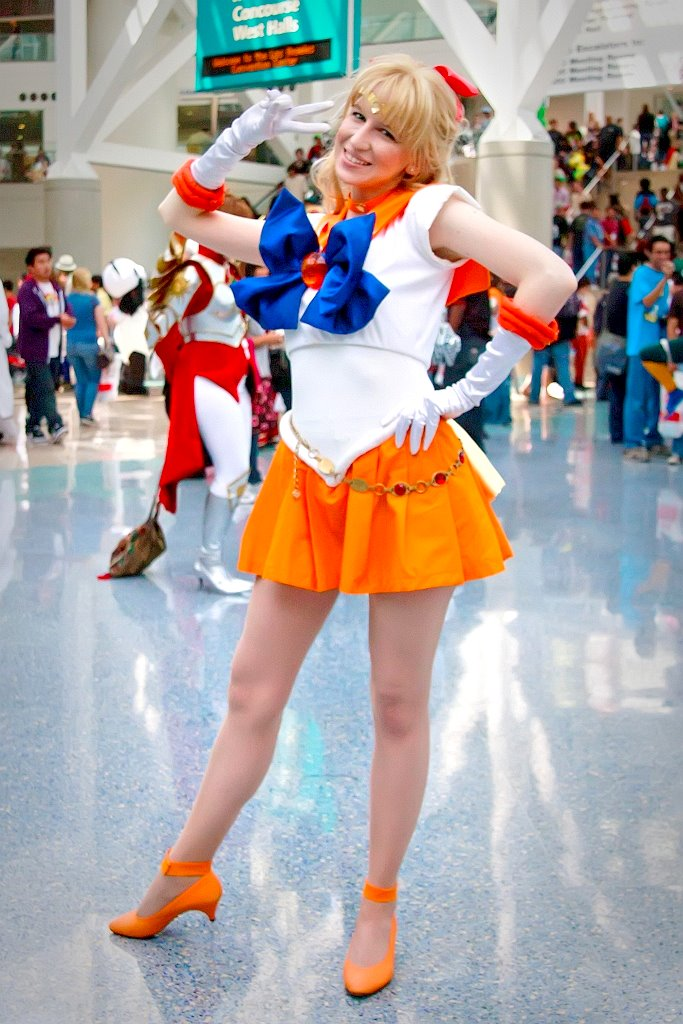

아이노 미나코(일본어: 愛野美奈子)(국내명: 미나)는 타케우치 나오코의 만화작품인 《미소녀전사 세일러문》과 《코드 네임은 세일러 V》에 등장하는 가공의 인물이다. TV 애니메이션 판에서 목소리를 맡은 성우로는, 일본에서 후카미 리카, 한국에서 문일옥 (KBS)/김하영 (대원방송)이다. 실사판에서는 코마츠 아야카가 연기했다.

## 인물
세일러 비너스로 변신하며 우사기보다 밝은 금색 롱 헤어에 커다란 빨간 리본이 특징이다. 세일러 V의 정체이기도 하다. 미나코 및 세일러 비너스로서 등장하는 것은 태양계 내부 전사 중에서도 마지막이지만, 세일러 V로서는 이미 제1화에서부터 등장하였다.(세일러 비너스로 등장한 건 34화 부터) 즉, 실질적으로는 최초의 세일러 전사이기도 한 것이다. 애니메이션에서는 영국에서도 활약하였다.
미나토구 시바공원(아자부 쥬반과 가까운 실재하는 지명) 근처에 살며 미나토구립 시바공원 중학교에 다녔으며, 고등학교는 우사기 및 다른 캐릭터들과 같은 쥬반 고등학교로 진학했다. 가족으로는 부모가 있어 3인 가족이다.
성적은 역시 우사기 정도로 좋지 않으나, 운동신경은 발군으로 체육만은 좋은 성적을 거두고 있으며 배구부 부원이기도 하다. 원작 및 애니메이션에서는 아이돌을 꿈꾸는 밝은 폭주소녀로서 그려져 있다. 등장초기에는 그간 전투의 경험이 많은 만큼 언니같은 측면도 자주 그려졌으나, 점차 우사기와 같은 ‘성격 좋은 바보’캐릭터로 돌아갔다. 모습 뿐 아니라 캐릭터 성격 자체도 닮아서 그런지, 우사기와 콤비로써 연출된 예도 많다.
우사기와 캐릭터 성격이 닮아 있는 것은, 미나코가 원래 《세일러문》의 원안이 된 작품 《코드 네임은 세일러 V》의 주인공 캐릭터기 때문이다. 작품 세계관 통합으로 인하여, 단독으로 행동하고 있던 경력이 제1화에서부터 복선으로 깔려 있다. 차별화를 위해서 강조된 우사기와의 현저한 차이가 ‘이상하게 긍정적인 자세’와 ‘변신 전부터 범상치 않은 신체 능력’이며, 닮은 점을 역으로 활용한 것이 원작의 ‘그림자 무사’설정이다. 캐릭터 디자이너는 ‘어느 쪽이 달의 프린세스인가’하는 궁금증을 유발시키는 연출을 위해 미나코의 눈동자를 우사기와 똑같이 지정했으나, 비너스=미나코가 처음으로 등장한 다음 회에 진짜 프린세스가 등장했기에 이러한 궁리는 수포로 돌아갔다.
실사판에서는 원작 및 애니메이션과는 달라져서 큰 인기를 얻고 있는 아이돌이라는 설정이 되어, 병으로 목숨이 얼마 남지 않았다는 이유도 있어서 우직할 정도로 전생으로부터의 사명을 다하는 데에 충실한 소녀가 되었다. 성격도 원작이나 애니메이션의 밝은 성격과는 달라져서, 냉정 침착한 성격이 되었다.
이름인 미나코의 한자를 음독하면 비너스로 읽히게 된다.

## 세일러 비너스(세일러 V)
금성을 수호성으로 가진, 한때는 세일러 V로서 활약했던 사랑과 미모의 전사.
달의 프린세스의 가디언, 내부 태양계 세일러 전사의 리더로서, 프린세스의 그림자 무사 역할도 하고 있었다. 빛이 그녀의 무기로 쓰인다. 등장 대사는 “사랑의 천벌, 당신에게 내려주겠어요!”. 세일러 V의 등장 대사는 “코드 네임은 세일러 V! 정의의 사자! 세일러복 미인전사!! 세일러 비너스 등장!”. 원작 제3기의 등장대사는 “미의 별! 금성을 수호로 삼는 사랑의 전사! 세일러 비너스 등장!”. 쓰이는 일은 적었으나 쥬피터와 비교하면 그나마 꽤 사용된 편이었다. 이미지 칼라는 노란색 내지 주황색.
원작 제4부 및 《코드 네임은 세일러 V》에서는 금성의 프린세스로서 마젤란 캐슬이라는 성을 가지고 있다.
전투에 있어서는 애매한 설정을 가지고 있다. 원래 설정은 ‘단독으로 해나갈 수 있을 정도’, 즉 내부 태양계 전사 최강의 밸런스 파이터였으나 ‘밸런스’의 연출이 잘 되지 않아, 세일러 쥬피터나 세일러 마스와 같이 돌출된 공격력이 강조되지도 세일러 머큐리와 같이 두뇌형 존재가 되지도 못했기에, 전투 장면에서는 묻혀 버렸다. 그래도 등장 당초에는 리더답게 전투에 있어서 다른 전사들에게 지시를 내리는 등 지휘관으로서의 역할을 맡고 있었으나, 전사 자신으로서는 견제역인 경우가 많으며, 치명타를 날리는 존재이지 않았다는 것은 부정하기 어렵다. 필살기도 다른 전사들과 같이, 물·불꽃·벼락 같은 자연계에 존재하는 것이 아닌, 에너지체 중심의 추상적인 것이었기에 강한 공격력으로서의 이미지로는 연결되지 않고, 메인 공격 무기인 비너스 러브 미 체인으로 적의 무기를 빼앗는 등의 묘사가 중심적이었다.
비고
비너스＝로마 신화의 베누스, 그리스 신화의 아프로디테는 미와 애욕의 여신이며, 미나코의 성이 ‘金野(카네노)가 아닌‘愛野(아이노)’인 것, 필살기 ‘러브 미 체인’‘러브 앤드 뷰티 쇼크’가 일단 여기에서 유래하고 있다. ‘크레센트’는 본래 초승달이라는 뜻을 가지고 있으나 내행성은 차고 기욺이 있으므로, 금성에도 ‘크레센트’가 존재한다. 이와 같은 천문학적 사실에서 유래한 기술이 ‘크레센트 빔’이다.

### 신분
- 미나토구립 시바공원 중학생
- 쥬반 고등학생
- 세일러 V
- 세일러 비너스

### 아이템
- V용 변신 펜
- 크레센트 콤팩트
- 비너스 마이크
- 변신 펜
- 러브 체인 벨트
- 전설의 성검
- 스타 파워 스틱
- 플래닛 립 롯드
- 크리스탈 체인지 롯드
- 비너스 크리스탈
- 사랑의 채찍
- 변신 휴대전화 텔레티아S
- 초승달 커터
- 은 팔찌
- 쥬얼리 스타 브레스릿
- 세일러 스타 탬버린
- 크리스탈 티아라
- 비너스 댁거스
- 스타 시드

### 변신주문
- 초승달 파워! 트랜스폼!(세일러 V)
- 문 파워! 트랜스폼(세일러 V)
- 비너스 파워 메이크 업!
- 비너스 스타 파워 메이크 업!
- 비너스 플래닛 파워 메이크 업!(원작 제3기)
- 비너스 크리스탈 파워 메이크 업!

### 세일러 비너스의 공격주문
- 크레센트 빔(제1기부터)
- 크레센트 빔 샤워(제2기)
- 비너스 러브 미 체인(제2기부터)
- 크레센트 빔 작렬
- 비너스 러브 앤드 뷰티 쇼크(제4기부터)
- 롤링 하트 바이브레이션
- 비너스 윙크 체인 소드
- 비너스 러브 앤드 갤럭티카 쇼크
- 분노의 크레센트 빔 마구 쏘기(제4기에 딱 한번 사용한 기술로 엄청나다.)

### 세일러 V의 공격주문
- 크레센트 부메랑
- 비너스 파워! 사랑의 크레센트 샤워
- 비너스 아이언 머슬 펀치
- 비너스 설퍼 스모크
- 비너스표 모기향 태풍
- 비너스 백억볼트 로큰 루쥬
- 롤링 스크류 세일러 V 펀치
- 비너스 사랑의 메가톤 샤워
- 크레센트 수퍼 빔
- 크레센트 슬렌더 빔
- 세일러 V 킥
- 세일러 V 춉

## 같이 보기
- 아프로디테